# Radmuževići
Radmuževići es un pueblo ubicado en el municipio de Berane, en Montenegro.

## Demografía
Hasta 2011 la población era de 74 habitantes, conformada por 20 hogares y 39 viviendas.
| 279                                                              | 287 | 285 | 244 | 194 | 137 | 106 | 74 |
| (Fuente: Population statistics of Eastern Europe & former USSR.) |     |     |     |     |     |     |    |

| Etnicidad                                           | Número | Porcentaje |
| --------------------------------------------------- | ------ | ---------- |
| Serbios                                             | 83     | 78,30 %    |
| Montenegrinos                                       | 23     | 21,69 %    |
| Fuente: Republic of Montenegro. Statistical Office. |        |            |